# Dubrovačka alka
Dubrovačka alka (terchat colatch/trčati kolač, palium) jedna je od hrvatskih alkarskih igara. Starija je i od Sinjske alke, ali se više ne održava.

## Tradicija
Prvo spominjanje alke u Dubrovniku je već iz 1383. godine kada državna vijeća Dubrovačke Republike odlučuju da će se alka održavati po starom običaju - što znači da je alka još starija. Održavala se sve do 1667. godine kad je nastupio veliki potres, osim godina 1545. i 1643. To znači da se događaj održao zasigurno više od 280 puta. Održavala se dva puta tijekom godine dana. Prvi put za Festu svetog Vlaha, a drugi put za blagdan Prijenosa lijeve ruke sv. Vlaha.

## Pravila
Palium je za cilj imao da se "digne" srebrni prsten ili tzv. kolač. Ako bi ih se dignulo 3 alkar bi dobio srebrni prsten, no ako je alkar igrao bez konja dobio bi samo rukavicu.